# Waldez Ludwig

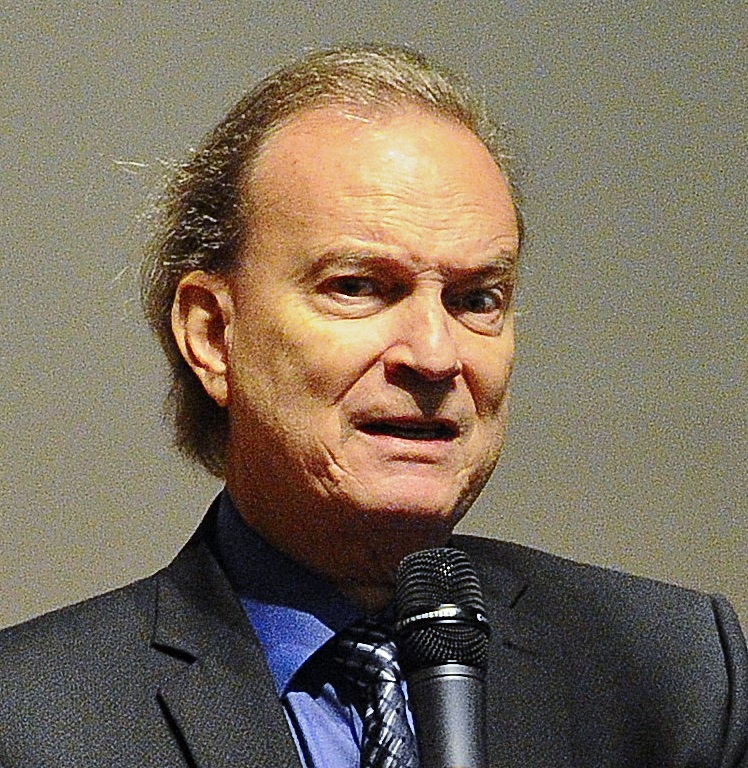
Waldez Ludwig, durante palestra de sobre gestão de pessoas e trabalho em equipe, no Instituto Serzedello Corrêa, Tribunal de Contas da União (TCU).
Foto:Marcos Oliveira/Agência Senado

Waldez Luiz Ludwig é um psicólogo, consultor em gestão empresarial e palestrante brasileiro.
É formado em psicologia pela Universidade de Brasília e em artes cénicas pela Fundação Brasileira de Teatro. Trabalhou como analista de sistemas durante vinte anos para órgãos e empresas públicas e privadas e é especialista em informática educativa. Foi um dos comentaristas do programa Conta Corrente, veiculado na emissora Globo News (Rede Net, canal 40)
Acima de 600.000 pessoas já o assistiram ao vivo em mais de 1500 eventos espalhados por cerca de 250 cidades nos quais participou como professor, consultor ou palestrante nos últimos 11 anos. Waldez já realizou palestras para grandes empresas como a Nokia, Mercedes Benz, Pão de Açúcar, Coca-Cola, Unilever, entre um total de mais de 600 clientes diferentes.